# Horst Angermüller
Horst Angermüller (* 30. Dezember 1926 in Leipzig; † 23. Juni 2012 in Potsdam) war ein deutscher Dramaturg, Hörspiel- und Drehbuchautor.

## Leben und Wirken
Nach dem Besuch der Volksschule von 1933 bis 1942 machte Horst Angermüller von 1942 bis 1944 eine Lehre als Flugzeugbauer in Leipzig. Er wurde danach 1944 zum Reichsarbeitsdienst eingezogen und meldete sich 17-jährig freiwillig zur Luftwaffe. Nach einer Ausbildung zum Bordfunker in der Fliegerschule Nordhausen erfolgte, ohne dass er zum Fliegereinsatz gekommen war, seine Verlegung in die Nähe von Warschau. Um dem Fronteinsatz zu umgehen, meldete sich Angermüller zum Sanitätsdienst. Der Rückzug führte ihn über Ostpreußen, die Kurische Nehrung nach Pillau und von dort mit dem Lazarett-Schiff nach Swinemünde, Berlin und in ein Lazerett in der Nähe von Dresden. Als 18-Jähriger schlug er sich in den letzten Kriegstagen in Richtung Aussig durch, wo er von den US-Militärbehörden interniert wurde.
Nach seiner Entlassung am 22. Juni 1945 kehrte er nach Leipzig zurück, war hier als Klempnergehilfe tätig und wechselte 1946 als Metallfacharbeiter zur Opta-Radio AG, dem späteren VEB Sternradio Leipzig. 1948 bis 1949 besuchte er die Vorstudienanstalt Leipzig – einen Vorläufer der Arbeiter-und-Bauern-Fakultät (ABF) – und erwarb das Abitur.
Ehe er 1950 ein Studium der Germanistik, Theaterwissenschaft und schließlich der Geschichte an der Humboldt-Universität zu Berlin beginnen konnte, musste er sich nach politischen Auseinandersetzungen, die ihm als trotzkistische Umtriebe angekreidet worden waren, ein Jahr lang beim Uranabbau in der Wismut AG bewähren.
Im Herbst 1954 begann Horst Angermüller seine berufliche Tätigkeit beim Rundfunk der DDR als Hörspieldramaturg und wechselte 1971 in den Bereich Dramatische Kunst beim Fernsehen der DDR, für den er bis zur Abwicklung 1990 als Dramaturg und auch als Hauptabteilungsleiter tätig war. Nachdem 1975 sein Fernsehfilmvorhaben Die Kastanie nach Wolfgang Johos gleichnamigen Roman verboten worden war, worauf eine Zwangsbeurlaubung mit zeitweisem Hausverbot folgte, trat Angermüller von seiner Leitungsfunktion zurück und arbeitete weiter als stoffführender Dramaturg vor allem an Projekten mit Erich Schlossarek und Produktionen der heiteren Dramatik. 
Zu den wichtigen Autoren, mit denen er langjährige Arbeitspartnerschaften pflegte, gehörten: Ludwig Achtel (unter dem Pseudonym Alexander Kent), Karl-Heinrich Bonn, Hans-Jörg Dost, Armin Müller, Erich Schlossarek, Rolf Schneider und Erasmus Schöfer.
Die ARD-Hörspieldatenbank verzeichnet mehr als 90 von ihm dramaturgisch betreute und von ihm selbst verfasste Neuproduktionen des Rundfunks der DDR – vom Gegenwartshörspiel über historische Sujets bis hin zu Kriminalhörspielen und Stücken der Reihe Krimi am Freitag. Darüber hinaus schrieb er als freier Autor Manuskripte für eigene Hörspiele, Szenarien für Fernsehspiele/Fernsehfilme.
Horst Angermüller lebte in Potsdam und wurde hier am 5. Juli 2012 auf dem Neuen Friedhof beigesetzt. Zu den Hinterbliebenen gehören seine Ehefrau Marianne, geb. Tuschke (* 1934) und der Sohn Andreas (* 1959) sowie die Tochter Susanne (* 1961).

## Werke

### Hörspiele (Auswahl)
Als Dramaturg
- 1956: Rolf Schneider: Das Gefängnis von Pont L' Eveque
- 1957: A. G. Petermann: Die Hunde bellen nicht mehr
- 1957: Bernhard Seeger: Wo die Nebel weichen
- 1958: Franz Carl Weiskopf/Rolf Schneider: Widerstand
- 1959: Rolf Schneider: Der König und sein Dieb
- 1960: Anna Schlotterbeck; Friedrich Schlotterbeck: An der Fernverkehrsstraße 106
- 1960: Rolf Schneider: Der dritte Kreuzzug[3]
- 1963: Bernhard Seeger: Rauhreif
- 1963: Karl-Heinrich Bonn: Das Spiel der Wölfe
- 1965: Erasmus Schöfer: Der Pikadon
- 1965: Hans-Jörg Dost: Sieben Gespräche um Trinkgeld[4][5]
- 1966: Albert Maltz: Die Reise des Simon McKeever
- 1967: Franz Carl Weiskopf/Hans-Jörg Dost: Puten und Tränen
- 1970: Armin Müller: Die blaue Muschel[6]
- 1967: Arnold Zweig: Pont und Anna
- 1968: Erich Schlossarek: Risiko
- 1970: Armin Müller: Schwalben

Als Bearbeiter und Autor
- 1961: Vratislav Blažek: Und das am Heiligabend
- 1963: Karel Čapek: Ein Abend mit Karel Čapek: Drei Kriminalgeschichten
- 1965: Una storia italiana (Originalhörspiel)
- 1966: Er und die anderen (Originalhörspiel)
- 1968: Berlin, Sonnabend, 28. September 1968 (zusammen mit Rolf Gumlich, Ralph Knebel, Siegfried Pfaff, Gerhard Rentzsch und Alfred Schrader)
- 1969: Protokoll über einen Zeitgenossen (zusammen mit Bernhard Thieme)
- 1970: Sonderschicht (zusammen mit Jochen Hauser, Klaus Helbig und Siegfried Pfaff)
- 1976: Josef Skvorecky: Tod einer Tänzerin (Krimi am Freitag)
- 1976: Am Telefon: Der Mörder (Krimi am Freitag) (Krimi am Freitag)
- 1976: Agatha Christie: Im letzten Augenblick (Krimi am Freitag)
- 1988: Der Einbruch oder Wo die Liebe hinfällt (Krimi am Freitag)
- 1989: Polizeistation Bronx (Krimi am Freitag)
- 1990: Schwarztaxi (Krimi am Freitag)
- 1993: Lieber Bruder – Ein Briefwechsel zwischen dem westdeutschen Schriftsteller Erasmus Schöfer und dem ostdeutschen Hörspieldramaturgen Horst Angermüller im geteilten Deutschland, Feature, ORB 1993

### Fernsehen (Auswahl)
Als Dramaturg
- 1974: Erasmus Schöfer: Bittere Pillen
- 1977: Erasmus Schöfer: Verfolgung
- 1978: Erich Schlossarek: Wie soll sich eine Frau entscheiden?
- 1978: Erich Schlossarek: Der zweite Mann
- 1979: Erich Schlossarek: Plantagenstraße 19
- 1980: Erich Schlossarek: Der Direktor
- 1980: Fritz Selbmann/Rolf Gumlich: Die Heimkehr des Joachim Ott
- 1983: Erik Neutsch/Georg Schiemann: Zwei leere Stühle
- 1988: Alexander Kent: Vater gesucht
- 1989: Alexander Kent: Eine Frau für Drei

Als Autor und Szenarist
- 1976: Erik Neutsch: Auf der Suche nach Gatt
- 1977: Karel Čapek: Die Geheimakte
- 1978: Tom Wittgen: Polizeiruf 110: Doppeltes Spiel
- 1983: Werner Gawande (Co-Autor): Im Spiegel
- 1984: Günter Herlt (Co-Autor): Zeitzünder

### Theater
- 1970: Risiko, Uraufführung Schauspielhaus Gera

## Preise
- Vaterländischer Verdienstorden in Bronze (Oktober 1961) zusammen mit Wolfgang Rödel, Anne und Friedrich Schlotterbeck, Inge Müller, Rolf Schneider, Walter Karl Schweickert, Wolfgang Schonendorf, Theodor Popp, Hans Knötzsch, Helmut Hellstorff und Gerhard Rentzsch
- Kunstpreis des FDGB (27. Juni 1976) für den Fernsehfilm Auf der Sucher nach Gatt zusammen mit Barbara Dittus, Horst Drinda, Winfried Kleist, Dieter Mann und Helmut Schiemann
- Kunstpreis des FDGB (2. Juli 1978) für den Fernsehfilm Wie soll sich eine Frau entscheiden zusammen mit Klaus Gendries, Thomas Langhoff, Lotte Loebinger, Günter Marczinkowsky, Renate Reinecke und Erich Schlossarek